# 毛药苣苔属
毛药苣苔属（学名：Dasydesmus）是苦苣苔科下的一个属，为多年生草本植物。该属仅有毛药苣苔（Dasydesmus bodinieri）一种，分布于中国云南。